# Abdulrahman Ibrahim Ibn Sori
Abdul Rahman Ibrahima ibn Sori (en árabe: عبد الرحمن ابراهيم سوري‎; 1762 - 6 de julio de 1829) fue un fulani príncipe y emir (comandante) de la región de Futa Yallon de Guinea, África Occidental, que fue capturado y vendido a traficantes de esclavos y transportado a Estados Unidos en 1788.  Al descubrir su linaje, su esclavista, Thomas Foster, empezó a referirse a él como "Príncipe", título que utilizó para Abdul Rahman hasta sus últimos días. Tras pasar 40 años esclavizado, fue liberado en 1828 y regresó a África al año siguiente, pero murió en Liberia a los pocos meses de su llegada.

## Primeros años
Abdul Rahman Ibrahima era un príncipe musulmán fulani torodbe nacido en 1762, en Tombuctú, hijo de Ibrahima Sori y una esposa mora. . Cuando tenía cinco años, su padre trasladó a la familia de Tombuctú a Timbo, actualmente situada en Guinea, y allí en 1776 Ibrahima consolidó la Confederación islámica de Fouta Yallon, con Timbo como capital, sucediéndole finalmente como su almami. Abdul Rahman estudió en una madrasa en Djenné  y Tombuctú, donde aprendió a hablar al menos cuatro lenguas africanas, bambara, fula, mandinká y yalunka, además del árabe. Al regresar a su patria en 1781, se incorporó al ejército de su padre, siendo nombrado comandante de regimiento (amir), para una campaña que conquistó al pueblo bambara. En 1788 se le confió el mando de 2000 soldados de caballería para una campaña contra los "hebohs",, que habían estado hostigando a los barcos europeos que llevaban a cabo el comercio de esclavos fulani cautivos de guerra y de las cosechas para mantenerlos durante el Pasaje del medio. Aunque al principio derrotó a los hebohs, más tarde estos tendieron una emboscada a su caballería en las montañas y, al negarse a huir, fue disparado, capturado y esclavizado. En el momento de su captura, estaba casado y había tenido un hijo que en 1828 servía como comandante militar en Timbo.

## Esclavitud
El cautivo Abdul Rahman fue llevado al río Gambia y allí vendido al barco negrero África, supuestamente por «dos botellas de ron, ocho manos de tabaco, dos frascos de pólvora y unos cuantos mosquetes». Transbordado vía Dominica a Nueva Orleans, fue llevado río arriba a Natchez, donde él y otra persona esclavizada fueron vendidos a Thomas Foster por unos 950 dólares. Allí, tras un primer intento de fuga frustrado, trabajó durante más de treinta y ocho años antes de conseguir la libertad. El día de Navidad de 1794 se casó con Isabella, otra mujer esclavizada por Foster, y con el tiempo tuvo una familia numerosa de nueve hijos.
Isabella se uniría a la Iglesia bautista en 1797. Aunque Abdul Rahman asistía regularmente a los servicios religiosos con su familia hacia 1818, seguía teniendo objeciones a aquellos aspectos del cristianismo que contradecían la fe islámica de su educación, en particular la doctrina de la Santísima Trinidad, a la vez que criticaba cómo se practicaba el cristianismo en el contexto de la esclavitud en las plantaciones estadounidenses.
Al ser respetado por los demás esclavos de la plantación y considerado leal y digno de confianza, mostró aptitudes para manejar el ganado y supervisar a otros esclavos en el cultivo del algodón, y debido a este estatus, se le permitió ir andando a un mercado local en Washington, para vender verduras. Allí, en 1807, se sorprendió al encontrarse con un viejo conocido, el doctor John Coates Cox.En la década de 1780, Cox había estado sirviendo como cirujano en un barco inglés a lo largo de la costa occidental africana cuando se perdió y luego se lesionó mientras estaba en tierra y fue abandonado por su barco. Fue rescatado y llevado a Timbo como curiosidad. Allí se curó y residió durante seis meses en casa de la familia de Abdul Rahman, antes de ser escoltado de vuelta a la costa para encontrar un medio de transporte. Décadas después, Abdul Rahman y él se encontraron por casualidad en el mercado de Washington y ambos se reconocieron. Cox se ofreció entonces a comprar a "Prince" a Foster por 1000 dólares para que el hombre pudiera regresar a su hogar en África, y Cox incluso reclutó para su causa al gobernador de Misisipi. Sin embargo, Foster no quiso vender, ya que consideraba que Abdul Rahman era indispensable para la plantación, sobre todo por su influencia positiva sobre los demás esclavos. El médico siguió buscando la libertad de Abdul Rahman, en vano, hasta su muerte en 1816, y su hijo William Rousseau Cox volvió a ofrecer comprar y liberar a Abdul Rahman, pero también fue rechazado.
En 1826, animado por el periodista local Andrew Marschalk, escribió una carta en árabe a su familia, que fue enviada a través del senador estadounidense Thomas Buck Reed al consulado de Estados Unidos en Marruecos. El cónsul compartió la carta con el sultán Abd ar-Rahmán ibn Hisham, quien pidió que el  presidente de los Estados Unidos John Quincy Adams y el secretario de Estado Henry Clay intervinieran para la liberación de Abdul Rahman a cambio de la liberación de varios estadounidenses retenidos ilegalmente en su país. Tras esta intervención, en 1828 Thomas Foster accedió a la liberación de Abdul Rahman sin pago alguno, transfiriendo al hombre a Marschalk y su esposa, quienes lo manumitieron, con la estipulación de que fuera enviado a África por el gobierno. Foster también permitió a Marschalk comprar y liberar a Isabella a un precio rebajado de 200 dólares recaudados entre los ciudadanos de Natchez. Viajaron a Baltimore, donde conoció a Clay. El 15 de mayo, tuvo una audiencia con el presidente Adams, a quien expresó su deseo de ver a sus cinco hijos y ocho nietos emancipados. Escribió una carta a sus hijos en Misisipi describiendo la reunión.

## Emigración
Antes de abandonar los Estados Unidos, Abdul Rahman y su esposa emprendieron una gira de 10 meses por varias ciudades del norte para solicitar donaciones a través de la prensa, apariciones personales, la Sociedad Americana de Colonización y políticos que se utilizarían para liberar a su familia en Natchez.  A menudo vestía atuendos moriscos para dar una impresión oriental que le separara, como moro, de los típicos esclavos negros africanos, y se presentaba de una manera que atrajera a sus audiencias individuales, diciendo a los comerciantes que establecería un nuevo comercio, prometiendo a los misioneros que evangelizaría para ellos, y prometiendo apoyo para su colonia de Liberia cuando hablaba ante la Sociedad Americana de Colonización. Entre sus notables defensores se encontraba el ministro y pionero de la educación para sordos, el reverendo Thomas Hopkins Gallaudet.Esta colaboración tan publicitada con los abolicionistas enfureció a Forster y Marschalk, que la consideraron una violación del acuerdo por el que se le concedía la libertad, y Marschalk publicó artículos atacando tanto a Abdul Rahman como al presidente Adams durante su candidatura a la reelección contra Andrew Jackson.
Abdul Rahman e Isabella sólo habían recaudado 4000 dólares de los 10000 que necesitaban para liberar a sus hijos y nietos cuando partieron sin su familia de Norfolk, Virginia, el 9 de febrero de 1829, en el Harriet. Este el viaje financiado por la American Colonization Society de hombres libres con destino a Liberia. Escribió a América tras su llegada, presionando para conseguir financiación para liberar a sus hijos, informando de sus planes para establecer comercio con su tierra natal, que pensaba visitar. Aunque había conseguido apoyo y transporte con la pretensión de haber adoptado plenamente el cristianismo, volvió a la práctica plena del islam "en cuanto tuvo a la vista" África.  Él, junto con otros 30 pasajeros del Harriet, murieron a los pocos meses de su llegada en medio de una epidemia de fiebre amarilla que diezmaba la región, el 6 de julio de 1829, con unos 67 años de edad, sin volver a ver a Futa Yallon ni a sus hijos.

## Legado
Los fondos de Abdul Rahman e Isabella sólo sirvieron para comprar la libertad de dos hijos y sus familias. Los ocho descendientes se reunieron con Isabella en Monrovia al año siguiente de su muerte. Thomas Foster murió el mismo año que Abdul Rahman. El patrimonio de Foster, incluidos los hijos y nietos de Abdul Rahman que permanecieron esclavizados, se dividió entre sus herederos.